# Eugenia prolixa
Eugenia prolixa är en myrtenväxtart som beskrevs av Spencer Le Marchant Moore. Eugenia prolixa ingår i släktet Eugenia och familjen myrtenväxter. Inga underarter finns listade i Catalogue of Life.